# Herz-Jesu-Kirche (Stettin)
Die Herz-Jesu-Kirche in Stettin (polnisch Kościół Najświętszego Serca Pana Jezusa w Szczecinie) wurde 1913 bis 1919 als erstes Gotteshaus in Deutschland in Stahlfaserbetonbauweise errichtet. Sie war bis 1945 evangelische Garnisonkirche. Seit 1945 ist sie eine katholische Gemeindekirche, die der Verehrung des Heiligsten Herzens Jesu geweiht ist.

## Geographische Lage
Die Herz-Jesu-Kirche liegt in der westlichen Altstadt Stettins an der ulica św. Wojciecha (bis 1945: Karkutschstraße) in unmittelbarer Nähe zur sieben Jahre vorher errichteten Bugenhagenkirche (heute polnisch: Kościół Garnizonowy pw. św. Wojciecha). Der nördlich der Kirche gelegene heutige plac Gen. W. Andersa war bis 1945 Militärfriedhofsgelände.

## Geschichte

### Deutsche evangelische Garnisonkirche bis 1945
Der Stettiner Stadtbaurat Adolf Stahl schuf in seinem Entwurf eine moderne Reformarchitektur mit dem ersten öffentlichen Gebäude aus Stahlbeton im damaligen Deutschland. Die Formen waren dabei auch von der Romanik und dem Barock beeinflusst.  Die Garnisonkirche (heute Pauluskirche) in Ulm diente bei der Gestaltung als Vorbild.
Prinz Eitel Friedrich legte am 13. Oktober 1913 in Vertretung Kaiser Wilhelms II den Grundstein für eine Garnisonkirche.
Charakteristisch für die Stettiner Garnisonkirche ist ihr noch heute weithin sichtbarer markanter hoher und breiter Turm mit grünem Kupferdach. Der Turm gibt der quadratischen Hallenkirche eine besondere Note, deren Fenster in den Außenmauern aufgrund des weit herabfallenden Daches nicht allzu hoch sind. Allerdings erhält der Innenraum dadurch nicht die erforderliche Helligkeit. Die Chorgiebelwand passt sich nicht nahtlos an das Bauwerk an.
Der Zutritt zur Kirche erfolgt durch einen großen Vorraum, der vom breiten Turm gegeben ist. Der Blick richtet sich im Innenraum sodann auf den Chorraum und seinem Altar – bis 1945 aus Ebenholz und mit einem hohen Kreuz versehen. Durch einen Anbau an den Chor schuf man einen Raum für die Sakristei und für Veranstaltungen.
Wegen des Ersten Weltkrieges konnte die Garnisonkirche erst im Sommer 1919 fertiggestellt und mit einem ersten Gottesdienst im Spätsommer eingeweiht werden. Er wurde von dem damals amtierenden Militäroberpfarrer, dem Geheimen Konsistorialrat Caesar gehalten.
In den folgenden Jahren erfolgte ein weiterer Ausbau des Gotteshauses. So wurden die Stühle durch Bankreihen ersetzt, um den Raum mehr zu einer Predigtkirche zu machen. Eine neue Kanzel aus Stein passte eher zum Innenraum. An dieser Kanzel war ein Relief, das einen Adler zeigte. Darunter stand der Spruch „Nec soli cedit“ (Nicht einmal der Sonne weicht er). Gemeint war unverkennbar der Adler als Wappentier Preußens.
Im Sommer 1936 erhielt die Kirche eine neue Ausmalung, die das vorher eintönig wirkende Grau ablöste. Kirchenschiff und Altarraum bekamen die Farben Rotbraun und Gold, und an der Altarhinterwand stand in goldener Schrift „Gott ist die Liebe“. Außerdem schmückten die Abendmahlselemente „Brot“ und „Wein“ in anspruchsvollen Bildern den Raum. Das Deckengewölbe hielt man in einer hellblauen Farbe, um das Kirchenschiff gleichsam nach oben hin offen erscheinen zu lassen.
Zu den regelmäßigen Gottesdienstbesuchern der Garnisonkirche gehörte Generalfeldmarschall August von Mackensen. Er stiftete der Kirche die Altarbibel.
Auf der großen Empore über dem Eingang wurde eine Orgel installiert mit genügend Platz für die Mitwirkung von Chören. Die Anschaffung von Glocken dagegen konnte vor 1945 nicht realisiert werden.
Erster Geistlicher an der Garnisonkirche war Wehrkreispfarrer Franz Dohrmann, der 14 Jahre hier amtierte. Im Jahre 1934 ernannte ihn Reichspräsident Paul von Hindenburg zum evangelischen Feldbischof. Er hielt noch im gleichen Jahr die Trauerpredigt für den verstorbenen Reichspräsidenten.
Zuletzt war an der Kirche  Wehrmachtspfarrer Gerhard Plathow tätig. Er war zugleich stellvertretender Wehrkreispfarrer im Wehrkreis II in der Kirchenprovinz Pommern und angrenzenden Gebieten der Evangelischen Kirche der Altpreußischen Union.

### Polnische katholische Herz-Jesu-Kirche nach 1945

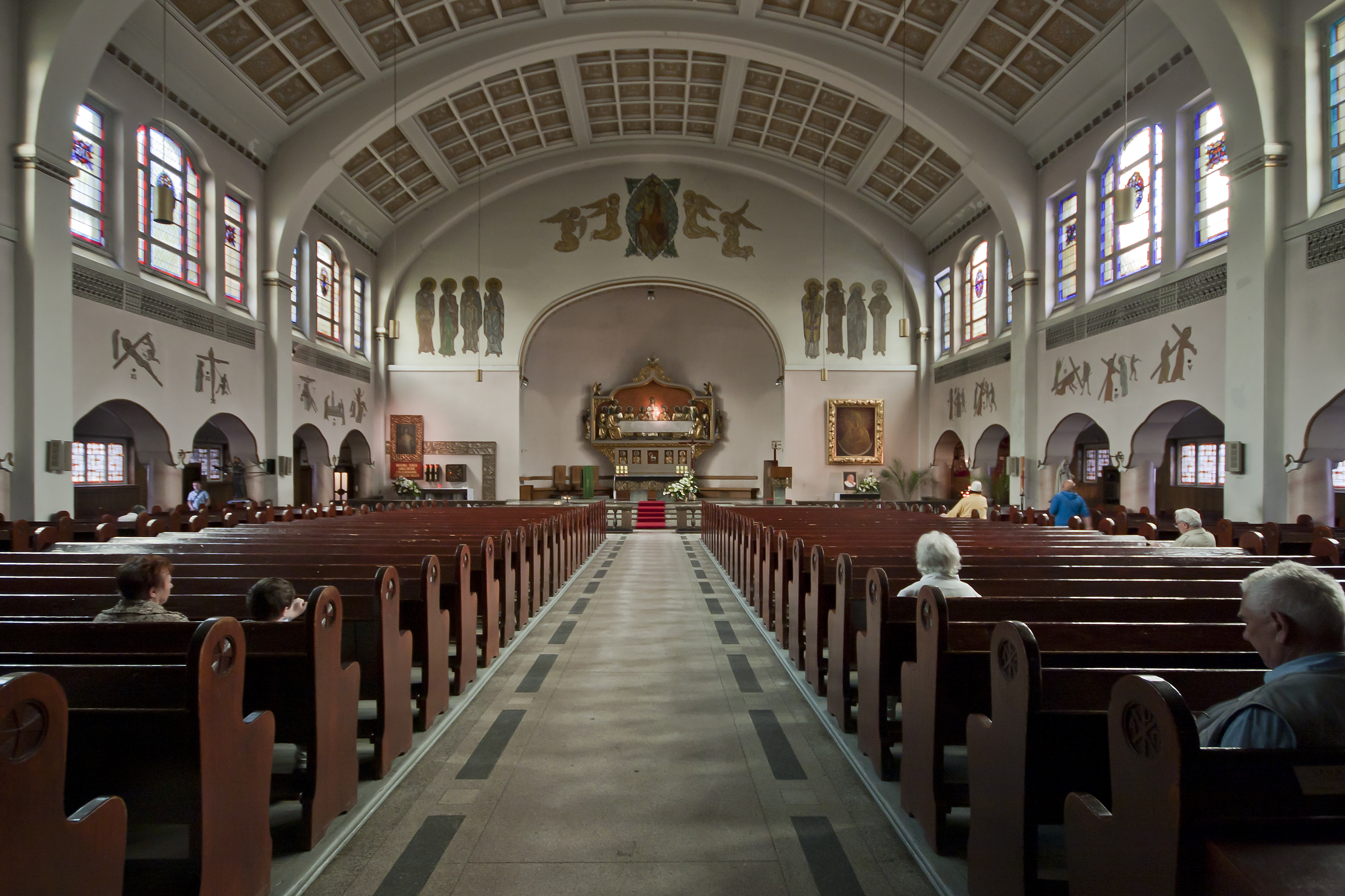
Kircheninnenraum im Jahr 2012

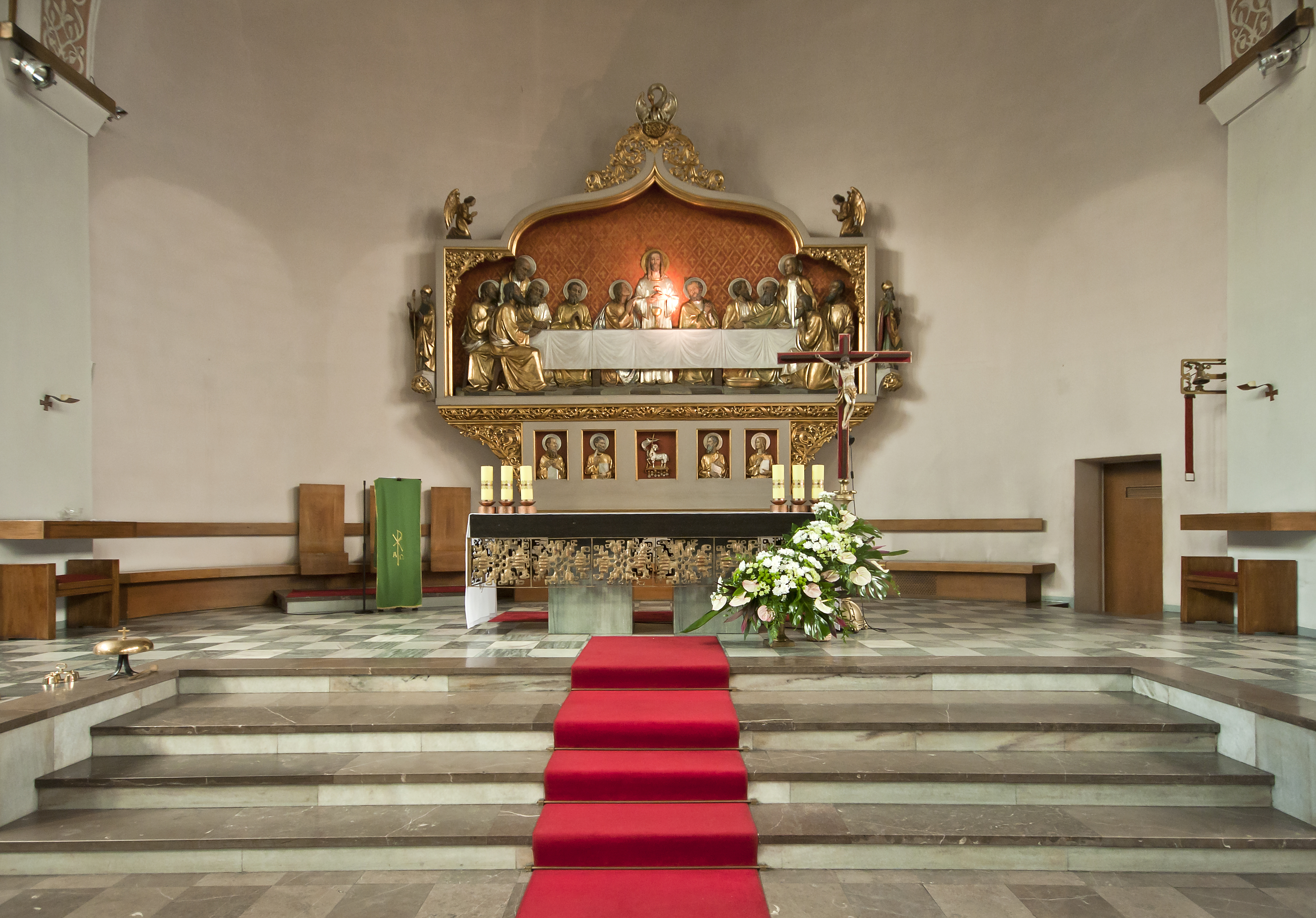
Altarraum im Jahr 2012

Die Kirche blieb im Zweiten Weltkrieg nahezu unbeschädigt. Bereits im Mai wurde sie von den polnischen Behörden der Katholischen Kirche in Polen übereignet. Am 29. Juni 1945 wurde sie zu einem katholischen Gotteshaus geweiht und dem Patrozinium der Verehrung des heiligsten Herzens Jesu überstellt. Sie fungiert seither nicht mehr als Garnisonkirche (diese Aufgabe hat jetzt die nahe gelegene Kościół św. Wojciecha, die ehemalige „Bugenhagenkirche“, bekommen), sondern als Pfarrkirche der gleichnamigen Pfarrei „Parafia Najświętszego Serca Pana Jezusa“. Sie hat ihren Sitz in der ulica Bogurodzicy (bis 1945 Greifenstraße) Nr. 3 und gehört zum Dekanat Stettin-Innenstadt (Szczecin-Śródmieście) innerhalb des Erzbistums Stettin-Cammin. Die Herz-Jesu-Kirche ist die Hauptkirche des Dekanats.
In den Jahren nach 1945 wurden zahlreiche Veränderungen besonders im Inneren der Kirche vorgenommen, um sie den katholisch-liturgischen Bedingungen anzupassen. Im Jahre 1986 erhielt die Kirche dann auch endlich ein Geläut, das aus vier Glocken besteht.